# 松島局
松島局（まつしまのつぼね、宝永6年〈1709年〉 - 安永2年〈1773年〉）は、江戸時代中期の女性。江戸幕府10代将軍・徳川家治の乳母であり、大奥の上臈御年寄。桜井兼供の娘とされるが、本名は不詳。

## 生涯
幼少時に中御門天皇女御・近衛尚子に仕えた。享保10年（1725年）、将軍世子徳川家重の婚約者となった増子女王に仕え、享保16年（1731年）江戸城へ下った。元文2年（1737年）、家重の嫡男・家治（幼名・竹千代）の養育係（乳母）として西の丸御殿へ入った。延享2年（1745年）家重の将軍就任に伴い将軍付き上臈御年寄として本丸御殿へ移っている。宝暦10年（1760年）に家治が10代将軍に就任してからも引き続き将軍付き上臈御年寄として大奥を取り仕切った。
家治の将軍就任同年から明和9年（1772年）まで長らく筆頭老女の地位に君臨し、絶大な権力を振るっていたが、安永3年（1774年）からは同じく将軍付き上臈御年寄であった高岳が筆頭となっており、松島局は忽然と表舞台から姿を消した。生没年、墓碑なども明らかとなっていない。

## 逸話
前将軍・家重の御次として仕えていたお知保の方を、老中・田沼意次と共謀して家治の側室に推薦したと言われている。その後、大奥の女中であったお品の方を自分の養女にし、同様に側室に推薦したとされる。このお品は、家治の御台所・五十宮倫子が京都から江戸へ下向する際に随行した女中であり、松島局・田沼派の権力拡大を危惧した御台所付き上臈御年寄・広橋が、その威光をはばかり、あえてお品を松島局の養女としてから側室に差し出したという説もある。

## 松島局が登場する作品
テレビドラマ
- 大奥（1983年・関西テレビ　演：乙羽信子）
- 大奥（2024年・フジテレビ　演：栗山千明）

テレビ番組
- 日本史サスペンス劇場（2008年、日本テレビ　演：川崎あかね）